# دوبوفويي (نيسافا)
دوبوفويي (Дубовое) هي مدينة في نيسافا في مقاطعة سينترال سيربيا في صربيا.
يبلغ عدد سكانها حوالي 5212 نسمة.